# Filip Mrzljak
Filip Mrzljak (Zagreb, 16. travnja 1993.) hrvatski je nogometaš koji igra na pozicji defenzivnog veznog. Trenutačno igra za Ufu.

## Vanjske poveznice
- Profil, Hrvatski nogometni savez
- Soccerway (engl.)
- Romaniansoccer.ro (rum.)
- Statistics Football  Arhivirana inačica izvorne stranice od 23. studenoga 2018. (Wayback Machine) (engl.)
- Sportnet  Arhivirana inačica izvorne stranice od 25. prosinca 2013. (Wayback Machine)
- Statistike hrvatskog nogometa
- Transfermarkt (engl.)
- worldfootball.net (engl.)